# Прољеће Јанка Потлачека
„Прољеће Јанка Потлачека” је југословенски ТВ филм из 1988. године. Режирао га је Ванча Кљаковић а сценарио је написала Зора Дирнбах.

## Улоге
| Глумац                | Улога          |
| --------------------- | -------------- |
| Данило Бата Стојковић | Јанко Потлачек |
| Хелена Буљан          | Анђела Грубач  |
| Емил Глад             |                |
| Зденка Хершак         | Стефанија      |
| Звонимир Јурић        |                |
| Љубо Капор            |                |
| Јадранка Матковић     |                |
| Бранка Стрмац         | Тинка          |
| Звонко Стрмац         |                |
| Звонимир Зоричић      | Франц          |